# Cayeye

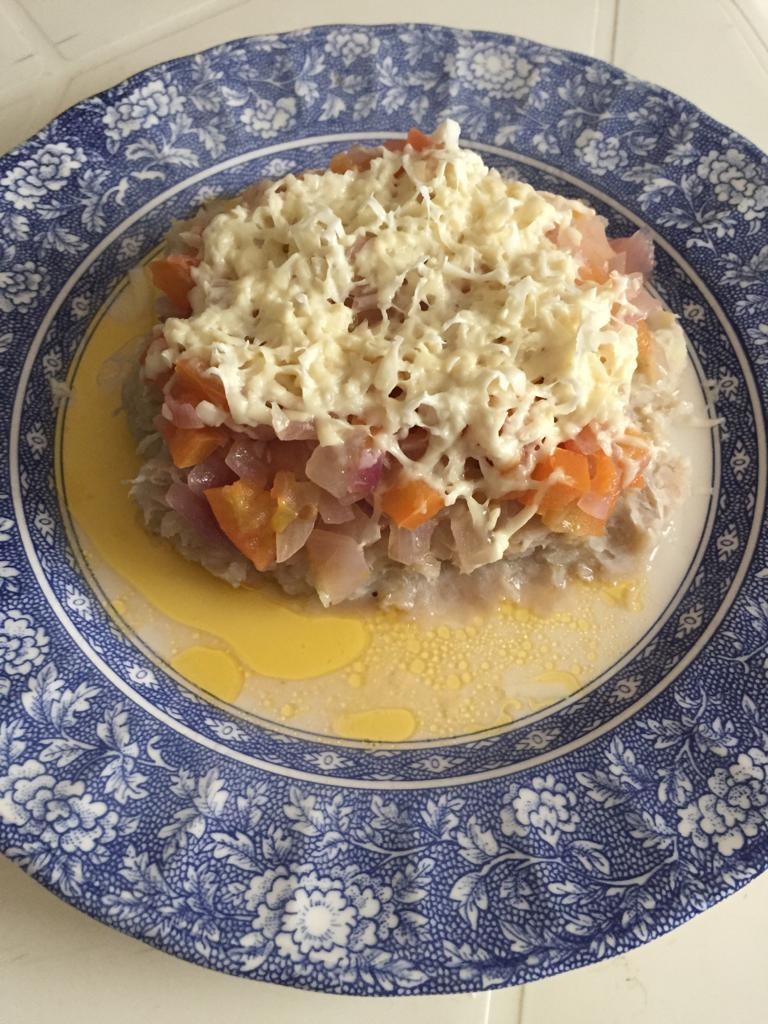
Cayeye con guiso y queso costeño rallado.

El cayeye o mote de guineo verde es un plato típico del departamento de Magdalena, Colombia. Tiene su origen en la zona bananera del departamento en los municipios de Ciénaga, Zona Bananera, Santa Marta, Fundación, Aracataca.y El Retén. 
Consiste en guineos verdes cocinados, y posteriormente machacados, acompañados de queso costeño rallado. Al puré se le puede añadir de mantequilla y sofrito de tomate y cebolla. Se consume principalmente en el desayuno.